# ثنائي فالوبروكس الصوديوم
ثنائي فالوبروكس الصوديوم (بالإنجليزية: divalproex sodium)‏ (USAN) أو فالوبرات نصف الصوديوم (بالإنجليزية: Valproate semisodium)‏ (INN وBAN) هو دواء يتكون من فالبروات الصوديوم وحمض الفالبرويك بنسبة جزيئية 1:1 على شكل أقراص مغلفة معويا.
استخدامه الرئيسي في علاج الاضطراب ذو الاتجاهين والصرع والوقاية من الصداع النصفي.